# Lupenitky
Lupenitky (Phylliinae) jsou skupinou tropického hmyzu patřící do řádu strašilek. Svým vzhledem dokonale napodobují listy. Velikost se nejčastěji pohybuje mezi 5 a 9 centimetry, maximálně 11 cm (lupenitka obrovská). Můžeme se s nimi setkat v domácích chovech.

## Druhy a rozšíření
Podčeleď Phyllinae (lupenitky) obsahuje celkem 26 druhů a člení se na rody Phyllium, Nannophyllium a Chitoniscus. Nejznámější rod Phyllium zahrnuje druhy žijící od Indie a Číny po Novou Guineu. Nejčastěji chovanými druhy jsou Pulchriphyllium bioculatum (lupenitka dvouoká), Pulchriphyllium giganteum (lupenitka obrovská) a Phyllium siccifolium.

## Způsob života
Lupenitky, tak jako všechny strašilky, jsou býložravé. Požírají listí různých tropických rostlin. V chovu ho lze nahradit listy dubu nebo ostružiníku. Některé druhy lupenitek se běžně rozmnožují partenogeneticky a samci se objevují jen vzácně (například Phyllium bioculatum). U jiných druhů jsou samci běžní, například u Phyllium siccifolium. Samice lupenitky naklade za svůj život asi 80 až 120 vajíček. Vajíčka se líhnou přibližně po půl roce. Nymfy jsou po vylíhnutí sytě červené, během několika dnů však zezelenají. Než dospějí, šestkrát se svlékají. Zajímavostí je, že lupenitky dokáží pomocí tření prvních článků tykadel vydávat jemný vrzavý zvuk.